# Ivanjski Bok
Ivanjski Bok is een plaats in de gemeente Sunja in de Kroatische provincie Sisak-Moslavina. De plaats telt 51 inwoners (2001).